# Sialidopsis kargalensis
Sialidopsis kargalensis là một loài côn trùng trong họ Permithonidae thuộc bộ Neuroptera. Loài này được M. Zalessky miêu tả năm 1926.